# Радничке новине
Радничке новине су биле орган српског социјалистичког покрета у Краљевини Србији, што је довело до тога да касније постану и део комунистичког покрета у Краљевини Југославији. Одговорни уредник ових новина био је Драгољуб Миросављевић, у чијој су се штампарији у Београду штампале Радничке новине у периоду од 1897-1941 године.

## Историјат
Ове новине су кренуле са излажењем 1897. године, у виду самосталне радничке штампе. Након оснивања Главног радничког савеза 1903. године и Српске социјалдемократске странке, Радничке новине су постале њихов главни орган. У току каснијих дешавања, постају орган Комунистичке партије Југославије, и биле су више пута забрањиване од стране режима Обреновића. Кренуле су поново са радом 1902. године, а њихов уредник је био Димитрије Туцовић. Оне су од 1903. до 1919. године излазиле као штампа Главног радничког савеза и Српске социјалдемократске странке, а током Првог светског рата су излазиле у Нишу, а пре тога у Београду.
Радничке новине су представљале левичарске опозиционе новине у Краљевини Србији. У њима су се такође први пут појавила на југословенском тлу два одломка из познатог Лењиновог документа Шта да се ради, крајем 1904. и почетком 1905. године. Излажење радничких новина је поново обустављено након окупације Србије у јулу 1915. године. Затим 1919. године након поновног уједињења, Радничке новине постају (од 97. броја) орган Социјалистичке радничке партије Југославије. Од 1920. године (од 154. броја) оне постају орган Комунистичке партије Југославије. Децембра 1920. године је забрањен рад Комунистичке партије Југославије, и онда су Радничке новине постале орган реформистичке Социјалистичке партије Југославије. Наставиле су са излажењем све до избијања Другог светског рата у Југославији априла 1941. године.

## Периодичност излажења
У првој години излажења (1897) изашла су само 23 броја. Након тога уследио је прекид у излажењу до 1902. године.
- од бр. 1 (1902) излазе суботом
- од бр. 38 (1902) излазе петком
- од бр. 1 (1903) излазе 3 пута недељно
- од бр. 25. (1903) излазе један пут недељно
- од бр. 34 (1903) излазе два пута недељно
- од бр. 2 (1906) излазе три пута недељно
- од бр. 14 (1911) излазе сваког дана осим недеље
- од бр. 231 (1912) излазе уторком и петком
- од бр. 1 (1914) излазе сваки дан осим недеље
- од бр. 188 (1914) излазе сваког дана
- од бр. 297 (1919) излазе сваког дана осим понедељком
- од бр. 58 (1928) излазе сваког дана осим недеље
- од бр. 110 (1920) излазе сваког дана осим понедељком
- од бр. 1 (1922) излазе уторком и петком
- од бр. 1 (1923) излазе петком
- од бр. 8 (1923) излазе средом и суботом
- од бр. 16 (1923) излазе петком
- од бр. 46 (1923) излазе средом
- од бр. 1 (1925) излазе средом и суботом
- од бр. 11 (1925) излазе средом
- од бр. 6 (1929) излазе петком[4]

## Рубрике Радничких новина
- Изборна борба
- Из дана у дан
- Србија и Бугарска
- Шта каже очевидац

## Главни уредници и сарадници
Уредник новина се мењао око 30 пута а главни уредници су били истакнути социјалисти, међу којима су били Васа Пелагић, Јован Скерлић, Живојин Балуџић и Драгиша Лапчевић. Међу уредницима су били и Петар Савић, Светолик Савић, Лука Павићевић, Милан Станојевић, Јордан Крстић, Недељко Станковић, Петар Максимовић, Сава Ковачевић, Светозар Ђорђевић, Светозар Марић, Душан Поповић, Димитрије Туцовић, Божидар Поповић и др. Чланови редакције били су Коста Новаковић, Милош Требињац, Филип Филиповић, Моша Пијаде и др.

## Галерија
- Насловна страна издања из 1906. год.
- Насловна страна бр. 150 из 1914. год.
- Насловна страна бр. 230 из 1914. год.
- Насловна страна бр. 1 из 1915. год.
- Насловна страна бр. 187 из 1915. год.
- Насловна страна цензурисаног издања из 1920. год.
- Насловна страна издања из 1937. год.